# Grand Prix Maďarska 2004
 Grand Prix Maďarska 
Marlboro Magyar Nagydíj
- 15. srpen 2004
- Okruh Hungaroring
- 70 kol x 4,381 km = 306,663 km
- 725. Grand Prix
- 82. vítězství Michaela Schuamchera

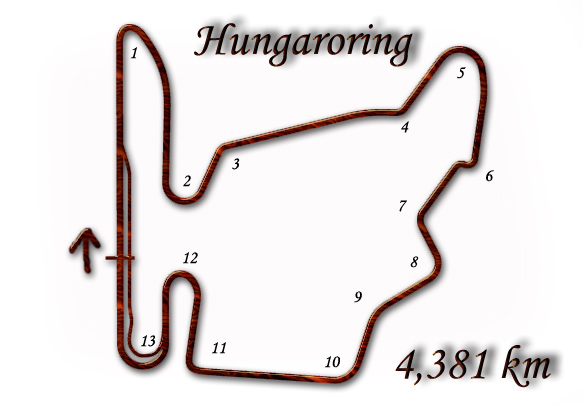

- 179. vítězství pro Ferrari

## Výsledky
| Pozice | Jezdec               | Vůz              | Čas         |
| ------ | -------------------- | ---------------- | ----------- |
| 1      | Michael Schumacher   | Ferrari F2004    | 1:35'26.131 |
| 2      | Rubens Barrichello   | Ferrari F2004    | á 0:04:696  |
| 3      | Fernando Alonso      | Renault R 24     | á 0:44:599  |
| 4      | Juan Pablo Montoya   | Williams FW26    | á 0:62:613  |
| 5      | Jenson Button        | BAR 006          | á 0:67:439  |
| 6      | Takuma Sató          | BAR 006          | á 1 kolo    |
| 7      | Antonio Pizzonia     | Williams FW26    | á 1 kolo    |
| 8      | Giancarlo Fisichella | Sauber C 23      | á 1 kolo    |
| 9      | David Coulthard      | McLaren MP 4/19B | á 1 kolo    |
| 10     | Mark Webber          | Jaguar R5        | á 1 kolo    |
| 11     | Olivier Panis        | Toyota TF 104B   | á 1 kolo    |
| 12     | Nick Heidfeld        | Jordan EJ 14     | á 2 kola    |
| 13     | Christian Klien      | Jaguar R5        | á 2 kola    |
| 17     | Gianmaria Bruni      | Minardi PS 04 B  | á 4 kola    |
| 16     | Zsolt Baumgartner    | Minardi PS 04 B  | á 5 kol     |
| Kolo   | Odstoupili           | -                | -           |
| 48     | Giorgio Pantano      | Jordan EJ 14     | Převodovka  |
| 41     | Jarno Trulli         | Renault R 24     | Motor       |
| 31     | Ricardo Zonta        | Toyota TF 104B   | Elektronika |
| 21     | Felipe Massa         | Sauber C 23      | Brzdy       |
| 13     | Kimi Räikkönen       | McLaren MP 4/19B | Motor       |

### Nejrychlejší kolo
- Michael Schumacher Ferrari 1'19.071 – 199.461 km/h

### Vedení v závodě
- 1-70 kolo Michael Schumacher

### Postavení na startu
- červeně – výměna motoru / posunutí o 10 míst
- Modře – startoval z boxu

| 1. řada  | 1                    | 2                  |
|          | Michael Schumacher   | Rubens Barrichello |
|          | Ferrari              | Ferrari            |
|          | 1'19.146             | 1'19.323           |
| 2. řada  | 3                    | 4                  |
|          | Takuma Sato          | Jenson Button      |
|          | BAR                  | BAR                |
|          | 1'19.693             | 1'19.700           |
| 3. řada  | 5                    | 6                  |
|          | Fernando Alonso      | Antônio Pizzonia   |
|          | Renault              | Williams           |
|          | 1'19.996             | 1'20.170           |
| 4. řada  | 7                    | 8                  |
|          | Juan Pablo Montoya   | Jarno Trulli       |
|          | Williams             | Renault            |
|          | 1'20.199             | 1'20.411           |
| 5. řada  | 9                    | 10                 |
|          | Kimi Räikkönen       | Mark Webber        |
|          | McLaren              | Jaguar             |
|          | 1'20.570             | 1'20.730           |
| 6. řada  | 11                   | 12                 |
|          | David Coulthard      | Christian Klien    |
|          | McLaren              | Jaguar             |
|          | 1'20.897             | 1'21.118           |
| 7. řada  | 13                   | 14                 |
|          | Ricardo Zonta        | Olivier Panis      |
|          | Toyota               | Toyota             |
|          | 1'21.135             | 1'22.068           |
| 8. řada  | 15                   | 16                 |
|          | Nick Heidfeld        | Giorgio Pantano    |
|          | Jordan               | Jordan             |
|          | 1'22.180             | 1'22.356           |
| 9. řada  | 17                   | 18                 |
|          | Zsolt Baumgartner    | Gianmaria Bruni    |
|          | Minardi              | Minardi            |
|          | 1'24.329             | 1'24.679           |
| 10. řada | 19                   | 20                 |
|          | Giancarlo Fisichella | Felipe Massa       |
|          | Sauber               | Sauber             |
|          | 1'99.996             | – -- ---           |
| -------- | -------------------- | ------------------ |

## Zajímavosti
- Michael Schumacher zajel 65 nejrychlejší kolo v kariéře.
- Michael Schumacher získal po 20 nejlepší umístění v celém víkendu- pole positions, nejrychlejší kolo a vítězství.
- Olivier Panis po 14 v kariéře získal 11 místo v cíli a v tabulce je tak první před Fisichelou, který 11 dojel 11x.
- Michael Schumacher získal 5 chelem (během jedné Velké ceny: získal Pole positions, zajel nejrychlejší kolo závodu a dokázal vyhrát způsobem start – cíl.